# Font dels Ajupits
La Font dels Ajupits es troba al Parc de la Serralada Litoral, la qual és així anomenada pels caçadors de la zona, ja que el galet queda molt baix i cal ajupir-se per accedir a l'aigua. Un altre nom és «aiguaneix d'en Nifa».

## Descripció
És una deu natural de la llera del torrent del Molí que es va utilitzar molt durant l'explotació de les pedreres de la zona. En una construcció més avall hi havia la farga, que emprava aquesta aigua per trempar el ferro. Va estar colgada de sauló molts anys, fins que l'any 2003 l'ADF de Teià hi va fer uns murets de contenció i la va recuperar. L'aigua s'esmuny entre les escletxes dels murets i es recull en un petit bassal que serveix d'abeurador per a la fauna.

## Observacions
L'Agrupació de Defensa Forestal (ADF) de Teià fa un seguiment dels cabals de diverses fonts del municipi per tal de mantindre diversos punts d'emmagatzematge d'aigua per fer-los servir en l'extinció d'incendis forestals. En el control efectuat durant la darrera setmana del mes de juny del 2015 es va establir que el cabal d'aquesta font era de 3.197 litres al dia. L'aigua té una concentració elevada del catió K+ (>10mg/l).

## Accés
És ubicada a Teià: auns quaranta metres de la Font del Dragó, seguint el camí endavant cap al torrent.